# Nerf (speelgoed)

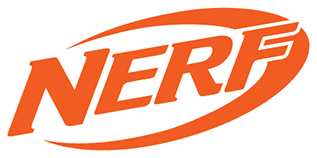
Nerf logo

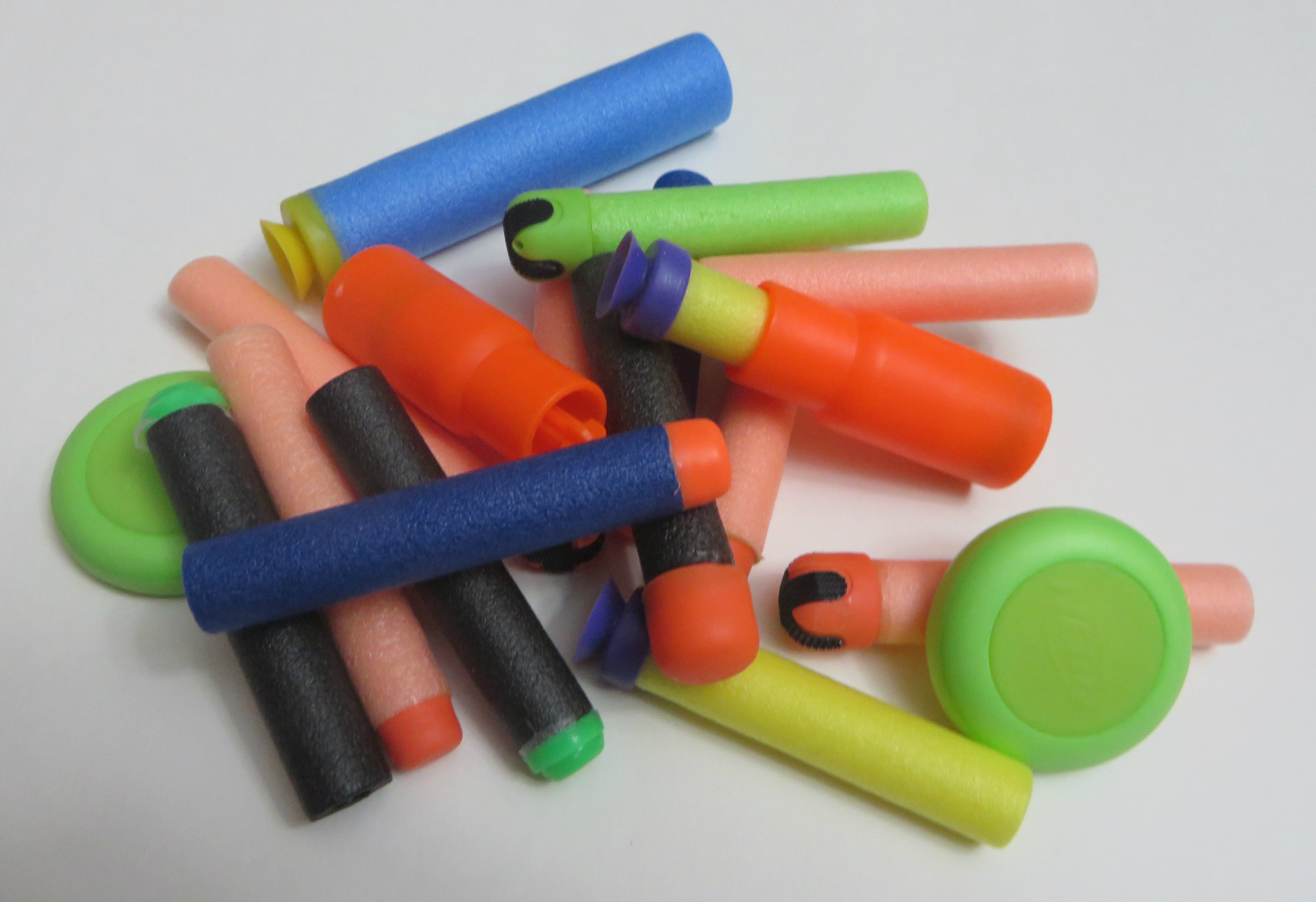
Nerf projectielen

Nerf (handelsmerk: NERF in hoofdletters) is een speelgoedmerk ontwikkeld door Parker Brothers dat nu eigendom is van Hasbro. De naam NERF staat voor "Non-Expanding Recreational Foam" (Nederlands: niet uitzettend schuim voor recreatief gebruik). De meeste producten die onder dit merk op de markt gebracht worden zijn speelgoedwapens waarvan de "munitie" is gemaakt van kunstschuim. Nerf is ontzettend populair in de VS. Vele scholen en universiteiten hebben verenigingen die diverse evenementen houden en organiseren. Ook elders in de wereld neemt de Nerf-sport in populariteit toe. Tevens houden steeds meer volwassenen zich ermee bezig als goedkopere en "vriendelijker" variant op paintball en airsoft. In Nederland is op dit moment onder andere DNC (Dutch Nerf Community) actief.

## Soorten projectielen
Nerf is vooral bekend door het gebruik van zogenoemde "darts": pijltjes gemaakt van kunststof schuim met een plastic/rubberen punt aan de voorzijde. Deze punt kent diverse variaties. De ELITE darts kenmerken zich door een ronde, holle punt met luchtgaatjes. Door deze luchtgaatjes kan de punt enigszins indeuken, waardoor de dart minder pijnlijk is bij een treffer.Deze hebben een goed bereik (gemiddeld 20 tot 25 meter), maar zijn niet erg precies.
Daarnaast bestaan de zogenaamde " Accustrikes", waarbij ACCU voor accuratie staat. Deze darts hebben een wat kleiner bereik dan de Elite darts maar zijn een behoorlijk stuk preciezer. De kop is gevormd uit rubber met schuine groeven, waardoor de dart een roterende beweging krijgt en daardoor beter op koers blijft.
Van beide typen darts bestaat ook een grote variant: de MEGA-serie.
Minder vaak voorkomend zijn de Dart-Tag darts: deze darts, licht oranje van kleur, zijn voorzien van een wat grotere kop met daarop klittenband. Door de zwaardere en dikkere kop hebben ze het kleinste bereik van de darts en zijn ook niet echt geschikt voor NerfWars. Door deze kop passen de darts ook slechts in een beperkt aantal blasters. Deze darts zijn vooral bedoeld voor binnenshuis om op een stoffen doelwit te schieten, waarop ze dan blijven "plakken".
Projectielen van het eerste uur die je tegenwoordig eigenlijk praktisch niet meer ziet, zijn de "Vortex-schijfjes": schuim schijfjes met een rubberen rand die als een frisbee afgevuurd worden uit de blaster.
Daarnaast zijn er vele variaties van projectielen beschikbaar die niet geproduceerd zijn door Hasbro, met wisselende kwaliteit (soms beter maar ook vergelijkbaar of minder) en vaak een lagere prijsstelling.

## Soorten blasters
Bij Nerf wordt er niet gesproken over wapens of munitie omdat het speelgoed betreft. Derhalve wordt er gesproken over Blasters en projectielen. In de loop van de jaren heeft Hasbro / Nerf het assortiment enorm uitgebreid met vele ontwerpen en typen blasters (Elite / Mega /Rival/ Vortex). Er zijn blasters die werken op luchtdruk in combinatie met een veersysteem (de zogenaamde "Springers") en blasters die werken op batterijen met een "flywheel"-systeem (de semi-automatische /of vol-automatische blasters). Alle formaten zijn vertegenwoordigd: van zeer kleine blasters (de "Jolt" is het meest bekend) tot flinke Rival blasters, zoals de Hades (leeftijd 14+) en Mega-Blasters.
1. ↑  Wie heeft de nerf uitgevonden? – ElkAntwoord.com. elkantwoord.com. Geraadpleegd op 1 juli 2025.